# Boletina conformis
Boletina conformis är en tvåvingeart som beskrevs av Siebke 1863. Boletina conformis ingår i släktet Boletina och familjen svampmyggor. Inga underarter finns listade i Catalogue of Life.